# Yoann Cathline
Yoann Cathline (Champigny-sur-Marne, 22 juli 2002) is een Frans voetballer die als aanvaller bij FC Utrecht speelt.

## Carrière

### EA Guingamp
Yoann Cathline begon zijn profcarrière in 2020 bij EA Guingamp.

### FC Lorient
In de zomer van 2022 maakte Cathline de overstap naar FC Lorient, waar hij tot 23 wedstrijden op het hoogste Franse niveau kwam.

### Almere City FC
Op 21 augustus werd hij voor één seizoen verhuurd aan Almere City FC. Hij maakte zijn debuut op 27 augustus 2023 in de met 6-1 verloren uitwedstrijd tegen Feyenoord. Cathline kwam tot 31 wedstrijden, zes doelpunten en vier assists in alle competities en wist met Almere City handhaving te bewerkstelligen.

### FC Utrecht
In juli 2024 maakte Cathline op huurbasis de overstap naar FC Utrecht, dat tevens een optie tot koop bedong. Hij was na Noah Ohio, Siebe Horemans, Alonzo Engwanda, David Min, Matisse Didden, Tom de Graaff, Paxten Aaronson en Miguel Rodríguez de negende nieuweling van de zomerse transferperiode.

## Clubstatistieken
| Seizoen | Club             | Competitie | Competitie | Competitie | Overig | Overig | Totaal | Totaal |
| Seizoen | Club             | Competitie | Wed.       | Dlp.       | Wed.   | Dlp.   | Wed.   | Dlp.   |
| ------- | ---------------- | ---------- | ---------- | ---------- | ------ | ------ | ------ | ------ |
| 2021/22 | EA Guingamp      | Ligue 2    | 20         | 1          | 2      | 0      | 22     | 1      |
| 2022/23 | EA Guingamp      | Ligue 2    | 5          | 0          | 0      | 0      | 5      | 0      |
| 2022/23 | FC Lorient       | Ligue 1    | 23         | 1          | 3      | 2      | 26     | 3      |
| 2023/24 | → Almere City FC | Eredivisie | 28         | 4          | 3      | 2      | 31     | 6      |
| 2024/25 | → FC Utrecht     | Eredivisie | 23         | 6          | 4      | 0      | 27     | 6      |
| Totaal  | Totaal           | Totaal     | 99         | 12         | 12     | 4      | 111    | 16     |

Bijgewerkt t/m 26 april 2025.

## Interlandcarrière
Cathline speelde acht wedstrijden voor het Franse nationale elftal voor spelers onder 20 jaar, waar hij tot twee doelpunten kwam.
Barkas ·
Brouwer ·
De Graaff ·
Gadellaa ·
Didden ·
Eerdhuijzen ·
Finnsson ·
Horemans ·
Van der Hoorn ·
El Karouani ·
Murkin ·
Vesterlund ·
Viergever  ·
El Arguioui ·
Van den Berg ·
Bozdoğan ·
Engwanda ·
Iqbal ·
Jenner ·
Jensen ·
De Wit ·
Zechiël ·
Blake ·
Cathline ·
Demircan ·
Van de Haar ·
Jonathans ·
Min ·
Ohio ·
Rodríguez ·
Coach: Jans
· Assistent-trainer: Penders
· Assistent-trainer: Van Veen
· Keeperstrainer: Wapenaar